# Enter the Realm
Enter the Realm e първото и самостоятелно издадено EP от метъл групата Iced Earth. Издадено е през 1989 г. и преиздадено през 2001 г. Това е единственото музикално издание на Iced Earth, в което участва барабанистът Грег Сиймор.

## Списък на песните
1. „Enter the Realm“ – 0:54
2. „Colors“ – 5:04
3. „Nightmares“ – 3:42
4. „Cursed the Sky“ – 4:45
5. „Solitude“ – 1:43
6. „Iced Earth“ – 5:32

## Участници
- Джийн Адам – вокали
- Джон Шафер – ритъм китара, беквокали
- Ранди Шоуър – китара
- Дейв Абел – бас китара
- Грег Сиймор – барабани